# Éliane Radigue
Éliane Radigue (Parigi, 24 gennaio 1932) è una compositrice francese.

## Biografia
Fra gli anni cinquanta e sessanta, Éliane Radigue entra in contatto con i compositori elettroacustici della Radiodiffusion-Télévision Française componendo il suo primo materiale, ispirato alla musica concreta, che verrà raccolto su Jouet Electronique ed Elemental I, usciti nel 1967 e nel 1968. Il seguente Usral del 1969 cambia direzione stilistica avvicinandosi in modo significativo alla musica minimalista. Nel 1970 si trasferisce a New York e incide il suo primo materiale per sintetizzatore: uno strumento musicale che, da questo momento, prediligerà nelle sue composizioni. In seguito all'uscita di Adnos (1974), presentato al Festival d'automne parigino, si trasferisce nella capitale francese frequentando il Centro di Studi Tibetani. In seguito a quest'esperienza, i suoi brani hanno risentito l'influenza del pensiero buddista quali il karma e la meditazione. A partire dai primi anni del nuovo millennio, Radigue si è dedicata alla composizione di brani acustici.

## Discografia parziale
- 1967 - Jouet Electronique
- 1968 - Elemental I
- 1969 - Usral
- 1969 - Stress-Osaka
- 1969 - Σ = A = B = A + B
- 1970 - Vice Versa etc.
- 1970 - Omnht
- 1971 - Chry-ptus
- 1972 - 7th Birth
- 1972 - Geelriandre
- 1973 - Arthesis
- 1973 - Psi 847
- 1974 - Biogénésis
- 1974 - 7 Petit Pièces Pour Un Labirynthe Sonore
- 1974 - Transamorem Transmortem
- 1974 - Adnos
- 1975 - 7 petites pièeces pour un Labyrinthe Sonore
- 1978 - Triptych
- 1980 - Adnos II
- 1982 - Adnos III
- 1983 - Songs of Milarepa
- 1987 - Jetsun Mila
- 1992 - Kyema, Intermediate States
- 1992 - Mila's Journey Inspired by a Dream
- 1996 - Biogenesis
- 1998 - Trilogie de la Mort
- 1998 - Songs of Milarepa